# Chimarra hairouna
Chimarra hairouna är en nattsländeart som beskrevs av Lazar Botosaneanu 1990. Chimarra hairouna ingår i släktet Chimarra och familjen stengömmenattsländor. Inga underarter finns listade i Catalogue of Life.